# Jack Canfield
Jack Canfield (n. 19 august 1944, Fort Worth, Texas, SUA), cunoscut drept coach-ul nr. 1 al Americii, este un autor de bestselleruri, orator profesionist, trainer și antreprenor. Este fondatorul și președintele The Canfield Training Group („Grupul de Training Canfield”), care instruiește antreprenori, educatori, lideri de corporații, specialiști în vânzări și indivizi motivați, cum să-și extindă viziunea și să-și accelereze realizarea obiectivelor profesionale și personale.

## Biografie și carieră
Jack Canfield s-a născut la 19 august 1944, Fort Worth, Texas, iar anii adolescenței i-a petrecut în Wheeling, West Virginia. A absolvit Institutul Militar Linsly în 1962. În 1981, a primit un doctorat onorific din partea Universității din Santa Monica.
Creatorul mult iubitei serii Chicken Soup for the Soul (Supă de pui pentru suflet) și motorul din spatele dezvoltării și vânzării a peste 100 de milioane de exemplare vândute în Statele Unite (și 500 de milioane în întreaga lume, traduse în 43 de limbi), Jack Canfield are calificarea rară de a putea vorbi despre succes. Este autor de editoriale citit în peste 150 de ziare. Seria de televiziune Chicken Soup for the Soul a fost divizată atât în rețeaua PAX, cât și în ABC. De asemenea, este autorul unei alte cărți care s-a bucurat de popularitate și a devenit un ghid al succesului pentru oamenii de pretutindeni - The Succes Principles (Principiile Succesului).
Jack Canfield este și absolvent de Harvard, deține diploma de masterat în psihologia educației la Universitatea din Massachusetts, și trei doctorate onorifice. În decursul ultimilor 40 de ani, a fost psihoterapeut, consultant educațional, trainer în corporații și autoritate de prestigiu în stima de sine, succesul revoluționar și performanță de vârf.
Deține Recordul Mondial Guinness pentru șapte bestselleruri apărute pe lista New York Times în aceeași zi (24 mai 1998). Deține Recordul Mondial și pentru cea mai lungă sesiune de autografe (pentru Chicken Soup for the Kid’s Soul <<Supă de Pui pentru Sufletul Copilului>>). 
Este fondatorul Fundației pentru Stima de Sine, care oferă resurse pentru stima de sine și traininguri pentru asistenți sociali, beneficiari de ajutor social și specialiști în resurse umane. Jack a scris și a coprodus Programul GOALS, un video program de training pentru a ajuta oamenii din California să treacă de la ajutor social la muncă, ceea ce a ajutat 810 000 de oameni să iasă din șomaj. 
A apărut la peste 1 000 de radiouri și programe de televiziune, inclusiv Oprah, The Montel Williams Show, Larry King Live, The Today Show, Fox & Friends, The CBS Evening News, the NBC Nightly News, CNN Talk Back Live, precum și pe PBS și BBC. Jack a apărut și în 19 filme, inclusiv The Secret, The Truth, The Opus, Choice point, The Tapping Solution și The Keeper of the keys. 
A condus mai bine de 2 500 de traininguri, ateliere de lucru și seminarii – și a prezentat și condus ateliere de lucru pentru mai mult de 500 de corporații, asociații profesionale, universități, școli, organizații pentru sănătatea mentală în toate cele 50 de state și 35 de țări. Clienții săi includ Microsoft, Federal Express, Siemens, Campbell’s Soup Company, Virgin Records, Sony Pictures, General Electric, Sprint, Merrill Lunch, Hartford Insurance, Johnson & Johnson, Coldwell Banker, Northrop, RE/MAX, Keller Williams, UCLA, YPO, Departamentul Naval al SUA și Children’s Miracle Network (Rețeaua Miracolelor pentru Copii). 
Jack Canfield apare în National Speakers Association Speakers Hall of Fame (Hall of Fame a Asociației Naționale a Oratorilor), a primit Bursa Paul Harris de la Rotary Club, i s-a înmânat Medalia Cancelarului din partea Universității Massachusetts. A fost numit de două ori Motivatorul Anului de revista Business Digest, a primit Premiul Oratorul Anului din partea Societății de Leadership și Succes, precum și Premiul Național de Leadership din partea Asociației Naționale pentru Stima de Sine.